# Foidoliet
Foidoliet is een dieptegesteente dat veel alkali's bevat, voornamelijk in veldspaatvervangers (meer dan 60%).

## Eigenschappen
Het zeldzame foidoliet bevat naast veldspaatvervanger ook pyroxenen, amfibolen, olivijn, biotiet en kaliveldspaat. Het stollingsgesteente bevat geen kwarts.
Fiodoliet is volgens het QAPF-diagram het uiterste veldspaatvervanger-rijke gesteente grenzend aan foid syeniet, foid monzoniet, foid monzogabbro en foid gabbro. De uitvloeiingsgesteente-variant van foidoliet is foidiet.
Sommige foidolieten bevatten winbare hoeveelheden aluminium.

## Naamgeving
De naam van het gesteente foidoliet is afgeleid van de afkorting van het Engelse feldspathoid, dat "veldspaatvervanger" betekent.